# Garrett Klugh
Garrett Klugh (* 18. November 1974 in Los Angeles) ist ein ehemaliger Ruderer aus den Vereinigten Staaten. 1999 war er Weltmeister und 2000 Weltmeisterschaftszweiter im Vierer mit Steuermann, 2002 war er Weltmeisterschaftsdritter im Achter.

## Karriere
Der 1,90 m große Garrett Klugh trat 1999 zusammen mit Jake Wetzel, Tom Murray, Daniel Protz und Steuermann Sean Mulligan in der nichtolympischen Bootsklasse Vierer mit Steuermann an. Bei den Weltmeisterschaften in St. Catharines siegte die Crew vor den Booten aus dem Vereinigten Königreich und aus Rumänien. Im Jahr darauf war Garrett Klugh der einzige verbliebene Ruderer aus der Vorjahres-Crew. Die Besatzung Ben Holbrook, James Neil, Garrett Klugh, Ryan Torgersen und Steuermann Jeffrey Lindey gewann bei den Weltmeisterschaften in Zagreb die Silbermedaille hinter den Briten.
2001 wechselte Klugh zunächst in den Achter, der den Weltcup-Auftakt in New Jersey gewann. Danach ruderte er im Vierer ohne Steuermann. Bei den Weltmeisterschaften in Luzern erreichten Ryan Torgerson, Garrett Klugh, Michael Wherley und Eric Mueller den vierten Platz, sie hatten dabei drei Sekunden Rückstand auf die drittplatzierten Slowenen. 2002 wechselten alle vier Ruderer aus dem Vierer ohne Steuermann in den Achter. Bei den Weltmeisterschaften in Sevilla siegten im Achter die Kanadier vor den Deutschen, dahinter gewannen die Ruderer aus den Vereinigten Staaten die Bronzemedaille. 2003 kehrte Klugh in den Vierer ohne Steuermann zurück. Bei den Weltmeisterschaften 2003 belegten Mark Flickinger, Garrett Klugh, Jamie Schroeder und Daniel Walsh als Sieger des B-Finales den siebten Platz. Bei den Olympischen Spielen in Athen bildeten Klugh, Schroeder, Michael Wherley und Wolf Moser den Vierer der Vereinigten Staaten, die Crew belegte den zehnten Platz.